# Roberto Mauri (graveur)
Pour les articles homonymes, voir Roberto Mauri.
 (août 2017).
Si vous disposez d'ouvrages ou d'articles de référence ou si vous connaissez des sites web de qualité traitant du thème abordé ici, merci de compléter l'article en donnant les références utiles à sa vérifiabilité et en les liant à la section « Notes et références ».
Roberto Mauri, né le 19 juillet 1949 à Rome, est un médailleur italien.

## Biographie
Roberto Mauri a dessiné la pièce de 50 centimes d'euro italienne, avec pour motif une statue antique de Marc Aurèle.
Il est également l'artiste qui a gravé :
- les pièces de collection de 5 000 shillings et de 200 shillings 1995 émis par le FAO pour l'Ouganda ;
- la pièce de collection de 5 euro 2003 du Vatican à l’occasion de l'Année du rosaire.